# Latifundij
Latifundij je zelo obsežen del zemljišč v zasebni lasti. Latifundije (lat. latus, 'prostorna' in fundus, 'kmetija, posestvo')  so bile v rimski zgodovini velika zemljiška posestva, specializirana za kmetijstvo, namenjeno za izvoz: žito, oljčno olje ali vino. Bile so značilne za Magno Graecio in Sicilijo, Egipt, severozahodno Afriko in Hispania Baetico. Latifundija je bila najbližje industrializiranemu kmetijstvu v antiki, njihova ekonomija pa je bila odvisna od suženjstva.
V sodobnem kolonialnem obdobju so evropske monarhije v svojih imperijih pogosto nagrajevale usluge z obsežnimi zemljiškimi subvencijami. Zaradi prisilnega zaposlovanja lokalnih delavcev, ki jih je dopuščala kolonialna zakonodaja, so bila ta zemljišča dodeljena predvsem za njihove lastnike. Te subvencije, fazendas (v portugalščini) ali haciendas (v španščini), sta bili kot prevzeti besedi, portugalsko latifúndios in špansko latifundios ali preprosto fundos.
Agrarne reforme, katerih cilj je prenehati prevlado latifundskega sistema, so še vedno priljubljen cilj več nacionalnih vlad po svetu.

## Antični Rim
Osnova latifundije v Španiji in na Siciliji je bila ager publicus (javno zemljišče, po navadi pridobljeno z razlastitvijo sovražnikov Rima), ki je pripadlo za razporeditev državi ob rimski vojni politiki v 1. stoletju pred našim štetjem in v 1. stoletju našega štetja. Tretjina obdelovalnih površin nove province je bila določena za agri publici in nato razdeljena z vsaj fiktivno konkurenčno dražbo v zakup, namesto dokončnega lastništva. Kasneje v imperiju, ko so bili najemi podedovani, se je lastništvo nekdanjih skupnih zemljišč uveljavilo s tradicijo, najemi pa so postali obdavčljivi.
Prve latifundije so se nabrale iz vojnih plenov, zaplenjenih od osvojenih ljudstev v začetku 2. stoletja pred našim štetjem. Prototipne latifundije so bile rimske posesti v Magni Graeciji (južni Italiji) in na Siciliji, ki so med potovanjem užalostile Plinija starejšega (umrl leta 79), ko je videl samo sužnje, ki so obdelovali deželo, ne pa močni rimski kmetje, ki so bili hrbtenica republiške vojske . Latifundije so se z osvajanjem razširile do rimskih provinc Magreb in v Hispania Baetica, na jugu Španije.
Velike vile v Kampaniji okoli Rima, v dolini reke Pad in v južni Galiji so organizirale prebivalstvo v samozadostni ekonomiji, ki je bila bolj podobna haciendam v Latinski Ameriki, medtem ko so proizvajali olje, vino ali garum (fermentirano ribje olje) za izvoz. Praksa ustanavljanja kmetijskih kolonij kot načina za nadomestilo rimskim vojakom je oblikovala manjša posestva, ki bi jih v času želeli kopičili veliki posestniki. Tako je šla smer, sčasoma, v večjo konsolidacijo zemljišč.
Latifundia bi lahko bila namenjena živinoreji (ovce in govedo) ali gojenju oljčnega olja, žita in vina. Vendar pa v Rimu niso proizvajali žita in Rim je moral uvažati žito (v republikanskem obdobju, iz Sicilije in Severne Afrike, v cesarskem obdobju iz Egipta). Lastništvo zemlje, organizirano v latifundiji, je opredelilo rimski senatorski razred. To je bil edini sprejemljiv vir bogastva za senatorje, čeprav bi Rimljani elitnega razreda postavili svoje svobodnjake kot trgovce in sodelovali kot tihi partnerji v dobičku, kjer so bili senatorji diskvalificirani.
Latifundija je hitro začela gospodarsko konsolidacijo, saj so večja posestva dosegla večje ekonomske učinke in senatorji niso plačevali davkov na zemljišča. Lastniki so svoj dobiček ponovno investirali z nakup manjših sosednjih kmetij, saj so manjše kmetije imele slabšo produktivnost in niso bile sposobne konkurirati v starodavnem predhodniku agrobiznisa. Do 2. stoletja našega štetja je latifundija na nekaterih območjih rimskega imperija nadomestila številne majhne in srednje velike kmetije. Ko so bogate rimske kmetije odkupovale majhne kmetije od rimskega kmeta, so bili brezposelni kmetje prisiljeni mirovati in si iskati delo okoli Rima, pri čemer se zelo zanašajo na miloščino. Na splošno je latifundija povečala produktivnost, zato so se moralisti pritožili. Dejstvo je, da kmetje niso izginili: mnogi so postali najemniki na dveh posestih, in sicer del, ki ga je lastnik neposredno nadzoroval, delali pa so kot sužnji, drugi del pa kot najemnik po zakonski pogodbi. To je bila ena od največjih stopenj produktivnosti delavcev pred 19. stoletjem. Takšna konsolidacija ni bila vsesplošno odobrena, saj je vse bolj utrjevala zemljo v manj in manj rokah, predvsem senatorjev in rimskega cesarja. Prizadevanja za obrnitev trenda z agrarnimi zakoni so bila na splošno neuspešna. Plinij starejši je trdil, da je latifundija uničila Italijo in tudi uničila rimske province. Poročal je, da je v nekem trenutku samo šest lastnikov posedovalo polovico afriške pokrajine , kar je lahko retorično pretiravanje, saj so bila severnoafriška mesta polna cvetočih lastnikov zemljišč, ki so napolnili mestne svete.
Ampak spet, Plinij starejši je bil zelo proti dobičkonosnim vilam, ki so bile predstavljene v Columellovih spisih. Njegova pisanja se lahko obravnavajo kot del konservativnega odziva na nove dobičke in dobičkonosno naravnanost višjih slojev zgodnjega imperija (Martin 1971).

## Antična Grčija
Pokrajina grške celine ni bila primerna za velika posestva. Oljčno olje in vino za trgovino so običajno proizvajali številni majhni nasadi in vinogradi, zgoščeni v manj rokah kot je bilo stiskalnic in ladijskih pristanišč. Pašniki Tesalije in Makedonije so bili pašniki za pašne konje. Meso v sredozemskih deželah ni bilo glavni proizvod.
V helenističnem obdobju so latifundije značilne za izvozno usmerjeno kmetijstvo obalne Sirije in Ptolemajskega kraljestva v Egiptu.

## Evropa
Po razpadu Zahodnega rimskega cesarstva je večinoma samozadosten sistem vile latifundije ostal med redkimi politično-kulturnimi središči razdrobljene Evrope. Te latifundije so bile gospodarsko zelo pomembne, dokler ni razpadel ladijski promet na dolge razdalje z vinom in oljem, žitom in garumom, vendar so bile obsežne dežele, ki jih je nadzoroval en sam par rok, še vedno močne: lahko trdimo, da je bila latifundija del ekonomske osnove evropske sociale, vendar ni dokazov za to. Fevdalizem so rodila barbarska plemena, ki so demontirala rimsko državo po zgledu birokracije in ljudje so izgubili vse pravice kot posledica fevdalnega sistema. Darilo vile ali več njih, v lasti močnega zavetnika, je bilo podlaga za vse velike samostane in opatije, ustanovljene v zahodni Evropi, do časa Karla Velikega, ko so se zemljiška darila bistveno povečala.

### Italija
V 6. stoletju je Kasiodor lahko uporabil svojo latifundijo, da bi podprl svoj kratkotrajni Vivarium v peti Italije. Kmalu zatem je bil ustanovljen Monte Cassino v nekdanji cesarski vili. V 10. stoletju je bila opatija Cluny v bližnji Burgundiji osnovana na darilu vojvodine Akvitanije (lovski gozd).
Na Siciliji je latifundija prevladovala na otoku od srednjega veka. Ukinjene so bile z obsežno zemljiško reformo v prid manjših kmetij v letih 1950–1962, financirane iz Cassa per il Mezzogiorno, razvojnega sklada italijanske vlade za južno Italijo (1950–1984). 

### Španija
Na Iberskem polotoku je kastiljska rekonkvista muslimanskih ozemelj krščanskemu kraljestvu zagotovila nenadno širjenje zemljišč, ki so jih kralji odstopili kot nagrade plemstvu, plačancem in vojaškim redom za izkoriščanje kot latifundije, ki so bila prvič uveljavljene kot komercialno oljčno olje in zrnje latifundije rimske Hispanije Baetice. Darila so dokončala tradicionalno majhno zasebno lastništvo zemlje in odpravila družbeni razred, ki je bil značilen tudi za obdobje Al Andaluza.
Na Iberskem polotoku je imetje Cerkve prešlo v zasebno lastnino vse do cerkvenih zaplemb Mendizábala (španščine: desamortización), sekularizacije latifundije v lasti cerkve, ki se je nadaljevala v 19. stoletju.
Velika območja Andaluzije so še vedno naseljena s podrazredom jornaleros, kmetov brez zemlje, ki jih latifundisti najemajo kot 'dninarje' za posebna sezonska dela. Razred jornaleros je bil plodna tla za socializem in anarhizem. Še danes je med glavnimi sindikati v Andaluziji sindikat delavcev na podeželju (Sindicato Obrero del Campo), skrajno leva skupina, ki je znana po svojih akcijah v mestu Marinaleda v provinci Seville.

### Zveza Poljska–Litva
Po Lublinski zvezi leta 1569 so velika zemljišča v Ukrajini prišla pod nadzor poljske krone, kar je omogočilo njihovo izkoriščanje s strani poljskega plemstva. V 17. stoletju so bila ta območja v glavnem zgoščena v obsežnih posestih, ki jih danes pogosto imenujejo latifundija, ki so bila v lasti majhnega števila bogatih družin, ki so postale prevladujoča politična in družbena skupina v državni skupnosti. Te posesti so se po kozaških uporih v 17. stoletju zmanjšale in so večinoma izginile po priključitvi Rusije poljsko-litovske zveze ob koncu 18. stoletja.